# Deutsche Streicherphilharmonie

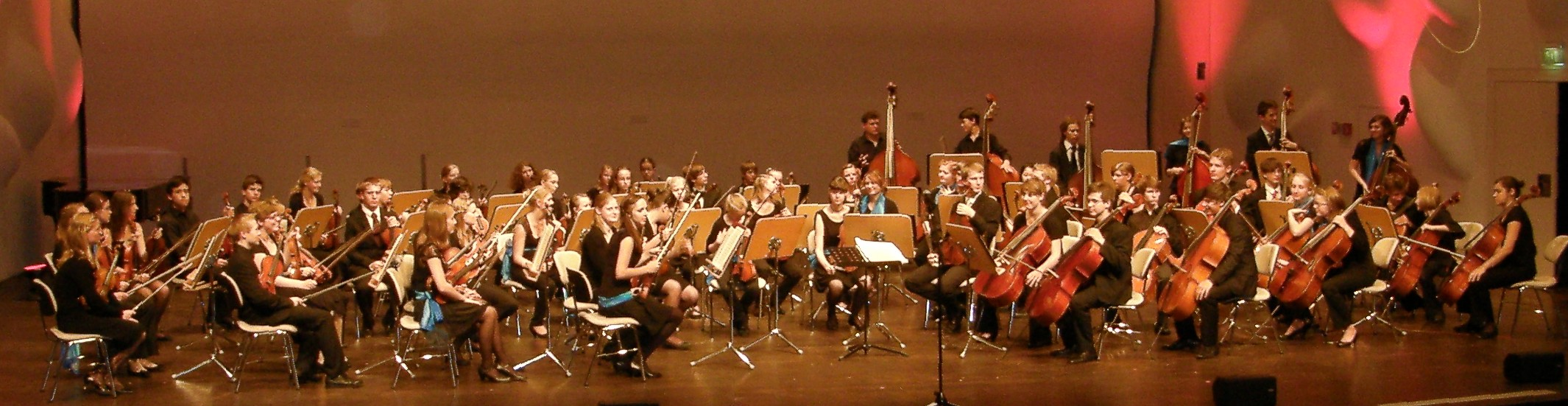
Die DSP in der Zusammensetzung vom 22. August 2011 bei einem öffentlichen Konzert im Potsdamer Nikolaisaal

Die Deutsche Streicherphilharmonie (DSP) ist ein 1973 gegründetes deutsches Auswahlorchester für talentierte junge Streichinstrumentalisten mit Sitz in Bonn.

## Geschichte und Repertoire
Das Ensemble wurde 1973 als Auswahl-Streichorchester der Musikschulen der DDR gegründet, war 1973 Festivalorchester der Weltfestspiele der Jugend und wurde ab 1976 als Rundfunk-Musikschulorchester (RMO) bezeichnet. Mit Unterstützung der Bundesregierung wurde es 1991 in die Trägerschaft des Verbandes deutscher Musikschulen übernommen und trug seitdem den Namen Deutsches Musikschulorchester (DMO). 2003 erfolgte die Umbenennung in Deutsche Streicherphilharmonie.
Das Orchester trat unter anderem im Konzerthaus Berlin, in der Berliner Philharmonie, im Gewandhaus zu Leipzig, in der Alten Oper Frankfurt, der Kölner Philharmonie oder der Essener Philharmonie auf. Regelmäßig werden Auslandstourneen unternommen, zum Beispiel zum 40-jährigen Jubiläum 2013 nach Ecuador.
Mit Deutschlandradio wurden regelmäßig Konzertmitschnitte und Studioaufnahmen produziert. 
Das Repertoire des Orchesters umfasst große Werke der Streichorchesterliteratur aus allen musikalischen Epochen ebenso wie Raritäten, Kabinettstückchen und Zeitgenössisches.

## Orchester und Dozenten
Das Orchester setzt sich aus Jugendlichen im Alter von 11 bis 19 Jahren zusammen, die sich über ein Probespiel für die Mitwirkung im Orchester qualifiziert haben. Mehrmals im Jahr treffen sich die Ensemblemitglieder zu Probenphasen und Konzertreisen. Ehemalige Mitglieder spielen inzwischen in renommierten Orchestern wie den Wiener Philharmonikern (Konzertmeister), dem Rundfunk-Sinfonieorchester Berlin, der Sächsischen Staatskapelle Dresden und dem Orchester der Metropolitan Opera New York.
Die künstlerische Arbeit des Orchesters wird durch einen Chefdirigenten, seit 2013 Wolfgang Hentrich, sowie ein festes Dozententeam aus Mitgliedern des Rundfunk-Sinfonieorchesters Berlin, das als Patenorchester der DSP fungiert, gewährleistet.

## Förderer
Förderer sind Envia Mitteldeutsche Energie, das Bundesministerium für Familie, Senioren, Frauen und Jugend und der Verein der Freunde und Förderer der Deutschen Streicherphilharmonie e.V.

## Chefdirigenten
- 1973–1975: Helmut Koch
- 1974–1976: Herbert Kegel
- 1976–1984: Wolf-Dieter Hauschild
- 1984–1995: Jörg-Peter Weigle
- 1995–2002: Hanns-Martin Schneidt (Ehrendirigent)
- 2003–2013: Michael Sanderling (Ehrendirigent)
- seit 2013: Wolfgang Hentrich[5]

## Auszeichnungen
- 2023: Würth-Preis der Jeunesses Musicales Deutschland[6]